# La Nonne sanglante

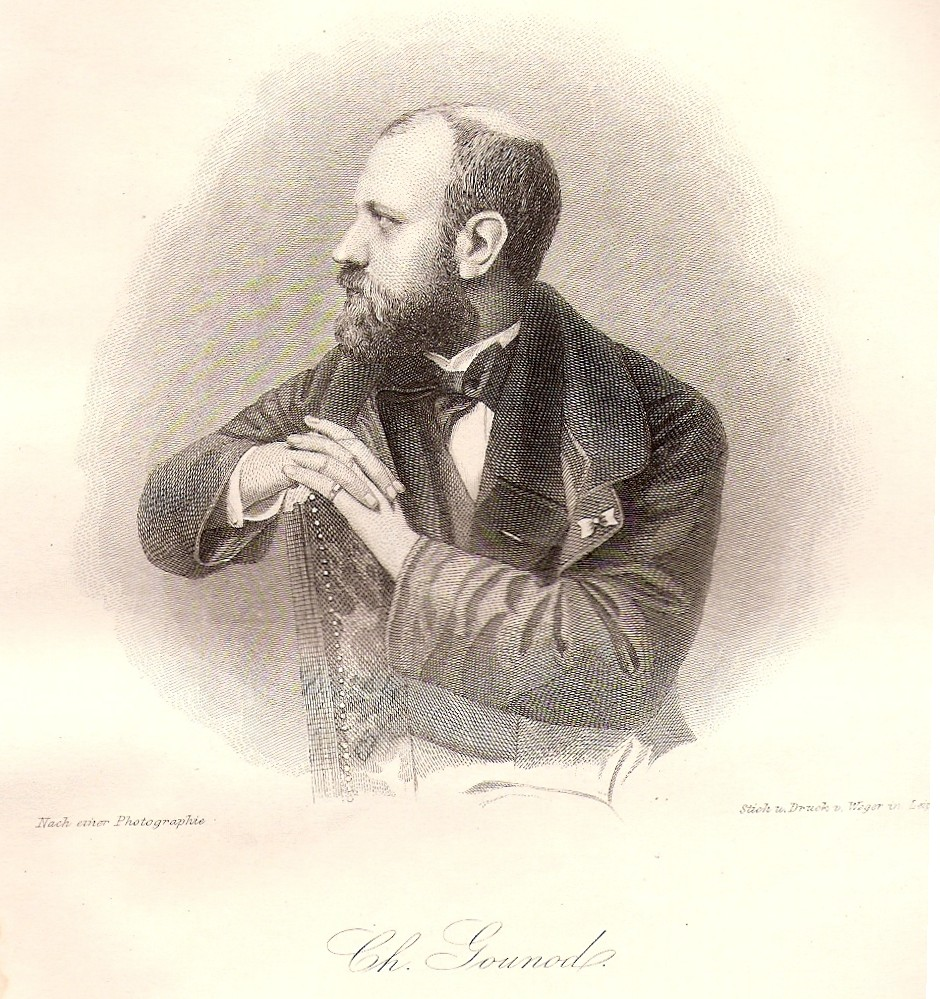
Charles Gounod

La Nonne sanglante (Den blodiga nunnan) är en opera i fem akter med musik av Charles Gounod och libretto av Eugène Scribe och Germain Delavigne. Operan skrevs mellan 1852 och 1854, och hade premiär den 18 oktober 1854 i Salle Le Peletier på Parisoperan. Den framfördes 11 gånger fram till november samma år. Det dåliga mottagandet var ytterligare en bidragande orsak till avsättandet av operachefen Nestor Roqueplan, som ersattes av sin motståndare François Crosnier. Crosnier lade omedelbart ned produktionen med orden att "sådant skräp" inte längre skulle tolereras.

## Uppförandehistorik
Trots att den första säsongen sålde bra försvann Gounods opera fullständigt för en lång tid framåt. Efter den olycksaliga premiären vågade ingen annan operachef ta risken. Ett år senare presenterade den brittiske kompositören Edward James Loder sin version av ämnet, Raymond and Agnes. Den operan spelades först i Manchester och kom till London 1859. Loders version blev inte heller särdeles framgångsrik. Den fick endast en nypremiär, 1866 i Cambridge.
2008 satte Theater Osnabrück och dess musikchef Hermann Bäumer upp La nonne sanglante för första gången på en tysk sceDe. Den 2 juni 2018 hade operan en sällsynt nypremiär i Paris på Opéra Comique med Michael Spyres som Rodolphe, Jodie Devos som Arthur, Jean Teitgen som Pierre och Marion Lebègue som nunnan, Laurence Equilbey som dirigent och David Bobée som regissör.

## Personer
| Roller                                                      | Stämma      | Premiärbesättning den 18 oktober 1854 (Dirigent: Narcisse Girard) |
| ----------------------------------------------------------- | ----------- | ----------------------------------------------------------------- |
| Le comte Ludorf                                             | bas         | Jean-Baptiste Merly                                               |
| Le baron Moldaw                                             | bas         | Jacques-Alfred Guignot                                            |
| Pierre l'hermite                                            | bas         | Jean Depassio                                                     |
| Rodolphe, son till Ludorf                                   | tenor       | Louis Guéymard                                                    |
| Agnès, dotter till Moldaw                                   | sopran      | Anne Poinsot                                                      |
| La nonne sanglante                                          | mezzosopran | Palmyre Wertheimber                                               |
| Arthur, Rodolphes tjänare                                   | sopran      | Marie-Dussy                                                       |
| Vasaller, soldater, bröllopsgäster, bönder, riddare, spöken |             |                                                                   |

## Handling

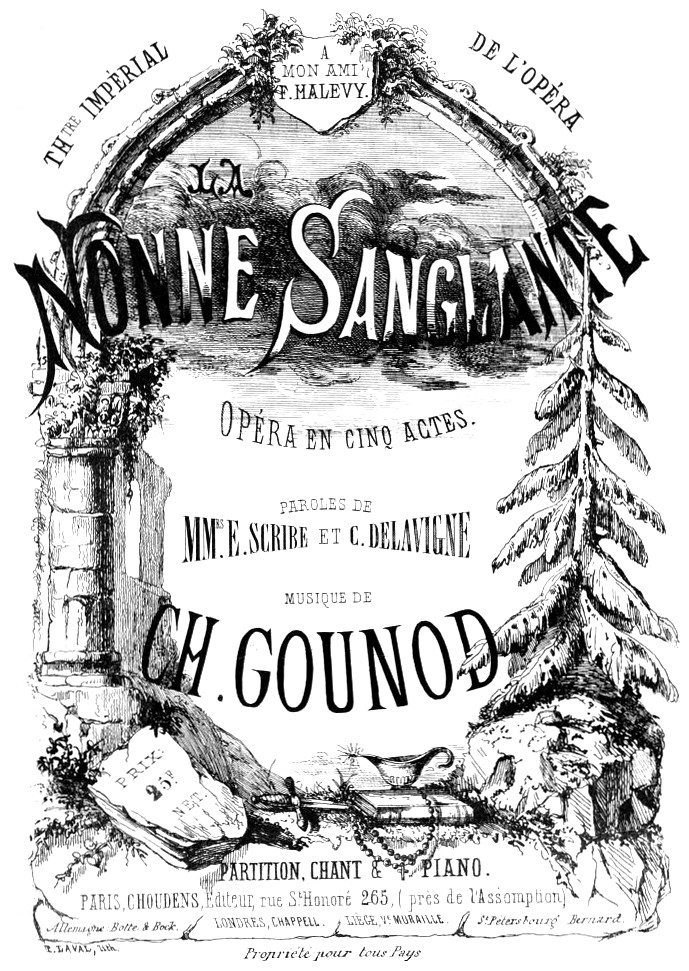
Framsida till klaverutdraget, Paris 1855.

Plats: Böhmen
Tid: 1000-talet

### Prolog
Agnès är förälskad i Rodolphe, trots att deras familjer ständigt befinner sig i krig med varandra. Moldaws slott sägs vara hemsökt av en blodig nunna.

### Akt 1
Eremiten Pierre förhindrar ett bråk mellan de båda familjernas vasaller och uppmanar dem att gå med i hans korståg. Han föreslår att Agnès ska gifta sig med Rodoplhes broder Théobald för att binda samman familjerna. De älskande kommer överens om att fly vid midnatt med Agnès förklädd till den "blodiga nunnan".

### Akt 2
Arthur sjunger legenden om la nonne saglante. Vid Rodolphes mötesplats tar han med sig nunnans ande i tron att det är Agnès. Andarna till Rodolphes förfäder materialiserar sig för att bevittna bröllopet mellan Rodolphe och nunnan.

### Akt 3
Théobald har dödats i striden, så Rodolphe är i teorin fri att gifta sig med Agnès. Men Rodolphe avslöjar för Arthur att han nattetid hemsöks av nunnan som påminner honom om hans löften. Hon säger att Rodolphe endast kan bli fri genom att mörda den maskerade man som dödade henne.

### Akt 4
Vid bröllopet mellan Rodophe och Agnès uppenbarar sig nunnan vid midnatt och antyder för Rodolphe att hans fader Ludorf är hennes mördare. Rodolphe lämnar ceremonin och återupptar det gemensamma hatet familjerna emellan.

### Akt 5
Ludorf plågas av skuld för brottet han begick och är villig att ta sitt straff om Rodolphe vill träffa honom en sista gång. Han hör Moldaws män planerar att kidnappa Rodolphe. Rodolphe kommer in med Agnès och berättar historien om nunnan. För att rädda sin son överlämnar sig Ludorf till Moldaws män såsom sin egen son, varpå de dödar honom. Döende i sin sons armar vilar han vid foten av den mördade nunnans gravsten. Denna barmhärtighetsakt gillas av nunnan som stiger upp till himmelen medan hon ber för Ludorf.
Notering: Historien hämtade Scribe från en episod i The Monk, en gotisk roman av Matthew Lewis. Libretto beaktades av "åtta andra kompositörer, däribland Giuseppe Verdi och Hector Berlioz", som skrev ett par fragment innan han övergav projektet.